# Thorndale (Texas)
Thorndale è un centro abitato degli Stati Uniti d'America situato nella contea di Milam dello Stato del Texas. Parti del suo territorio sono comprese nei confini della contea di Williamson.
La popolazione era di 1.336 persone al censimento del 2010.

## Geografia fisica
Thorndale è situata a 30°36′45″N 97°12′16″W (30.612549, -97.204523), circa 40 km a nord est di Austin e 12 miglia a ovest di Rockdale. La maggior parte della città si trova in Milam County, con solo una piccola parte in Williamson County.
Secondo lo United States Census Bureau, ha un'area totale di 1,0 miglia quadrate (2,5 km²).

## Società

### Evoluzione demografica
Secondo il censimento del 2000, c'erano 1.278 persone, 485 nuclei familiari e 354 famiglie residenti nella città. La densità di popolazione era di 1.307,2 persone per miglio quadrato (503,5/km²). C'erano 542 unità abitative a una densità media di 554,4 per miglio quadrato (213,5/km²). La composizione etnica della città era formata dall'83,26% di bianchi, il 6,81% di afroamericani, lo 0,78% di nativi americani, lo 0,16% di asiatici, il 6,18% di altre razze, e il 2,82% di due o più etnie. Ispanici o latinos di qualunque razza erano il 17,14% della popolazione.
C'erano 485 nuclei familiari di cui il 36,1% aveva figli di età inferiore ai 18 anni, il 54,6% aveva coppie sposate conviventi, il 12,6% aveva un capofamiglia femmina senza marito, e il 27,0% erano non-famiglie. Il 24,5% di tutti i nuclei familiari erano individuali e il 13,8% aveva componenti con un'età di 65 anni o più che vivevano da soli. Il numero di componenti medio di un nucleo familiare era di 2,64 e quello di una famiglia era di 3,10.
La popolazione era composta dal 29,7% di persone sotto i 18 anni, il 7,8% di persone dai 18 ai 24 anni, il 27,2% di persone dai 25 ai 44 anni, il 20,7% di persone dai 45 ai 64 anni, e il 14,5% di persone di 65 anni o più. L'età media era di 35 anni. Per ogni 100 femmine c'erano 97,8 maschi. Per ogni 100 femmine dai 18 anni in giù, c'erano 85,9 maschi.
Il reddito medio di un nucleo familiare era di 33.684 dollari e quello di una famiglia era di 40.625 dollari. I maschi avevano un reddito medio di 33.125 dollari contro i 21.786 dollari delle femmine. Il reddito pro capite era di 18.722 dollari. Circa il 4,5% delle famiglie e il 9,3% della popolazione erano sotto la soglia di povertà, incluso l'8,9% di persone sotto i 18 anni e il 21,0% di persone di 65 anni o più.

## Istruzione
Thorndale è servita dal Thorndale Independent School District.